# Spazio funzionale
In matematica, uno spazio funzionale o spazio di funzioni è un insieme di funzioni che può essere uno spazio topologico o uno spazio vettoriale o entrambi. 

## Descrizione
Gli spazi funzionali sono presenti in varie aree della matematica:
- nella teoria degli insiemi, l'insieme delle parti di un insieme {\displaystyle X} può essere identificato con l'insieme di tutte le funzioni da {\displaystyle X} a {\displaystyle \{0,1\}}. Più generalmente, l'insieme delle funzioni {\displaystyle X\to Y} è indicato con {\displaystyle Y^{X}}.
- in algebra lineare l'insieme di tutte le trasformazioni lineari da uno spazio vettoriale {\displaystyle V} ad un altro {\displaystyle W}, sullo stesso campo, è anch'esso uno spazio vettoriale.
- in analisi funzionale si vede la stessa cosa per trasformazioni lineari continue. Gli esempi più importanti sono gli spazi di Hilbert e gli spazi di Banach.
- in analisi funzionale l'insieme di tutte le funzioni dai numeri naturali a un altro insieme {\displaystyle X} è chiamato spazio delle successioni. Esso consiste in tutte le possibili successioni di elementi di {\displaystyle X}.
- in topologia, si può definire la topologia dello spazio delle funzioni continue definite su uno spazio topologico a valori in un altro spazio topologico, detta topologia operatoriale.
- nella topologia algebrica, la teoria dell'omotopia.
- nella teoria dei processi stocastici, uno dei principali problemi è come costruire una misura di probabilità su uno spazio di funzioni.
- nella teoria delle categorie uno spazio di funzioni è un oggetto esponenziale.
- nel lambda calcolo.
- nella teoria dei domini.

### Analisi funzionale
L'analisi funzionale è uno degli ambiti in cui gli spazi di funzioni sono maggiormente studiati. In questo settore vi sono diversi metodi per trattare questi spazi come spazi vettoriali topologici. Tra i principali vi sono:
- lo spazio di Schwartz e il suo duale, quello delle distribuzioni temperate.
- lo spazio Lp
- Spazio {\displaystyle \kappa (\mathbb {R} )} delle funzioni continue a supporto compatto con la topologia uniforme.
- lo spazio {\displaystyle B(\mathbb {R} )} degli operatori limitati.
- lo spazio {\displaystyle C_{0}(\mathbb {R} )} delle funzioni continue che si annullano all'infinito.
- lo spazio {\displaystyle C^{r}(\mathbb {R} )} delle funzioni continue che hanno le prime r derivate continue.
- lo spazio {\displaystyle C^{\infty }(\mathbb {R} )} delle funzioni lisce
- lo spazio {\displaystyle C_{c}^{\infty }} delle funzioni lisce a supporto compatto.
- lo spazio di Sobolev {\displaystyle W^{k,p}}
- lo spazio {\displaystyle O_{U}} delle funzioni olomorfe
- lo spazio di Hardy
- lo spazio di Hölder
- lo spazio di Càdlàg